# Донецька інжинірингова група
Донецька інжинірингова група — заснована 1996 року. Закрите акціонерне товариство.

## Основні наукові напрямки
- регульовані електроприводи;
- системи обліку енергоносіїв;
- енергоощадні технології;
- автоматизація технологічних процесів;
- промислове електрообладнання для нафтохімічної та гірничодобувної промисловості.